# Roxio
Roxio är ett varumärke som ägs av mjukvaruföretaget Corel. Under varumärket marknadsförs följande program:
- Roxio Creator
- Roxio Toast
- Roxio Game Capture
- Roxio Easy VHS to DVD
- Roxio CinePlayer DVD Decoder
- Roxio BackOnTrack Suite
- Roxio Secure Products